# Nürnberški zakoni
Nürnberški zakoni (njemački: Nürnberger Gesetze) je naziv za 3 (povijesno 2) zakona koji su doneseni i stupili na snagu 1935. godine u nacističkoj Njemačkoj i ostali na snazi do 1945. godine. Naziv su dobili po njemačkom gradu Nürnbergu u kojem su izglasani. 
Doneseni su 15. rujna 1935. godine za vrijeme nacizma u Njemačkoj. U njima se institucionalizira progon Židova, Roma i drugih tzv. nearijaca na rasnoj osnovi. Tim je zakonima Židovima zabranjeno sklapanje brakova kao i spolni odnosi s Arijcima, zabranjeno obavljanje državnih i javnih službi, uzimanje Židova u službu, te isto tako sudjelovanje u svim ostalim javnim događanjima. 

## Zakonski članci
- Zakon o zaštiti njemačke krvi i njemačke časti (Gesetz zum Schutze des deutschen Blutes und der deutschen Ehre)
- Zakon o njemačkom državljanstvu (Das Reichsbürgergesetz)
- Zakon o njemačkoj zastavi (Reichsflaggengesetz)

Pogron, je tim zakonima postao dio sustava i završio je u masovnom istrebljenju - holokaustu.